# Кведа Мазандара
Кведа Мазандара (груз. ქვედა მაზანდარა) — село в Грузії.
За даними перепису населення 2014 року в селі проживає 680 осіб.